# Верх-Чуманська сільська рада
Верх-Чума́нська сільська рада (рос. Верх-Чуманский сельский совет) — сільське поселення у складі Баєвського району Алтайського краю Росії.
Адміністративний центр та єдиний населений пункт — село Верх-Чуманка.

## Населення
Населення — 778 осіб (2019; 960 в 2010, 1274 у 2002).